# Castello di Rivoli
| Imagem: Residências da Casa de Saboia | Castello di Rivoli está incluído no sítio "Residências da Casa de Saboia", Património Mundial da UNESCO. |  |

O Castello di Rivoli é um palácio italiano, antiga Residência da Casa de Saboia. Fica situado na Piazza Mafalda di Savoia (antiga Piazza Castello), em Rivoli, Província de Turim. Actualmente é sede do Museu de Arte Contemporânea de Turim.

## História

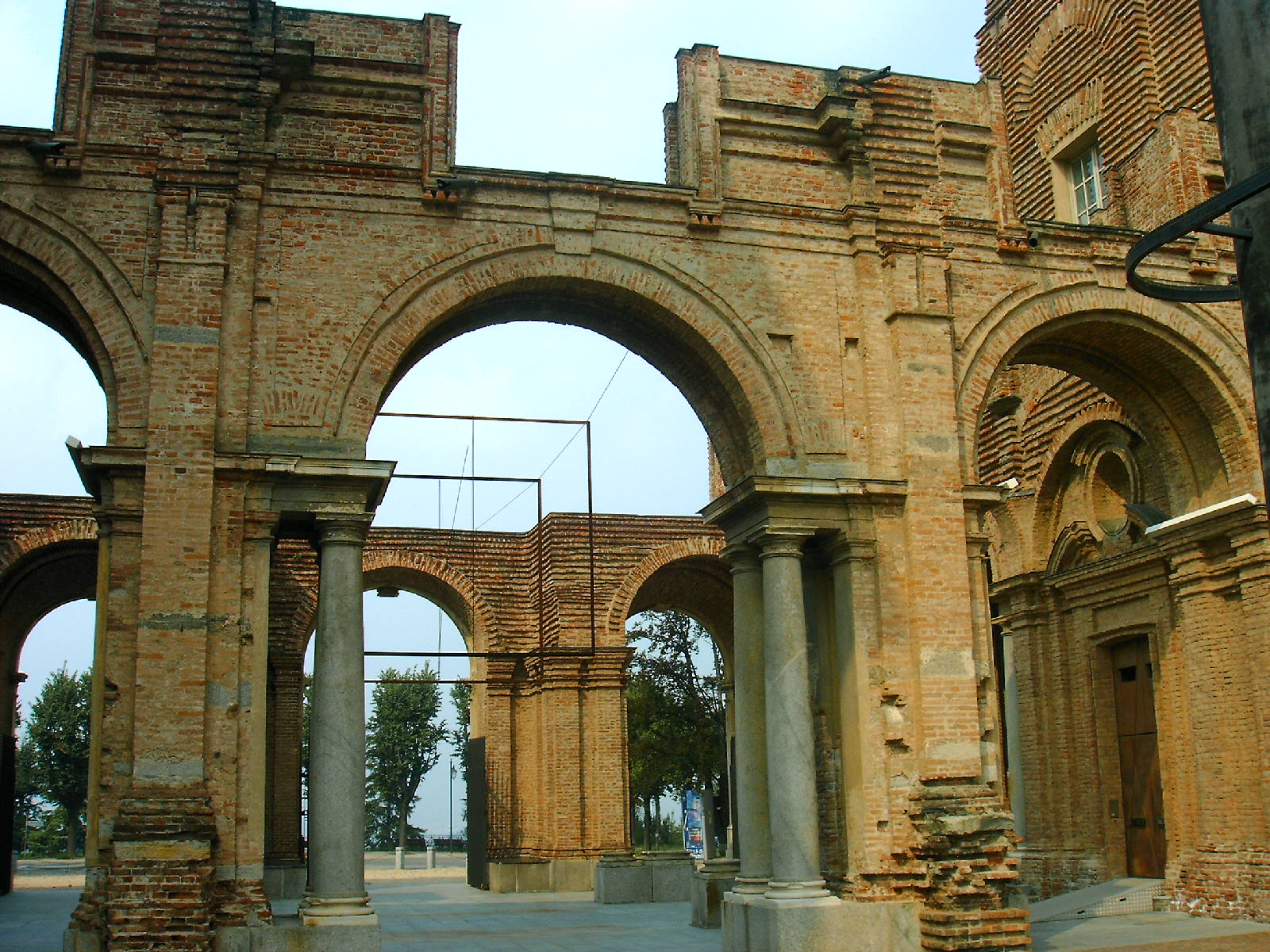
Arco entre a secção juvarriana e a Manica Lunga.

A construção do castelo remonta, com grande probabilidade, ao século IX ou ao século X, mas a sua existência só é atestada pela primeira vez em 1159, num diploma com o qual o Imperador Frederico Barbarossa cedia os territórios de Rivoli, castelo incluído, aos Bispos de Turim. 
A família Saboia inseriu-se no panorama citadino logo desde a sua chegada à Itália, no século XI, devido à sua posição favorável, sobraceira à planície de Turim a oeste e ao Vale de Susa a este, o que representava uma peça importante para o controle dos territórios conquistados. Foi deste modo que iniciaram uma verdadeira luta com os Bispos de Turim, disputa que causou danos ao castelo logo em 1184.
O primeiro Saboia que entrou oficialmente na história de Rivoli foi Amadeu IV. Em 1330 Amadeu VI, dito "o Conte Verde" pela cor do manto e dos trajes que utilizava durante os torneios, transferiu o Conselho dos Príncipes para o castelo, órgão administrativo máximo do condado. 
O castelo também se orgulha do primado pela ostentação no Piemonte do Santo Sudário: de facto, o linho sagrado havia sido trazido para aqui como um passo intermédio antes de chegar a Pinerolo, onde foi mostrado no primeiro Domingo de Páscoa. A Duquesa Jolanda, esposa de Amadeu IX, pensou que também seria justo permitir que os habitantes de Rivoli vissem a relíquia sagrada.

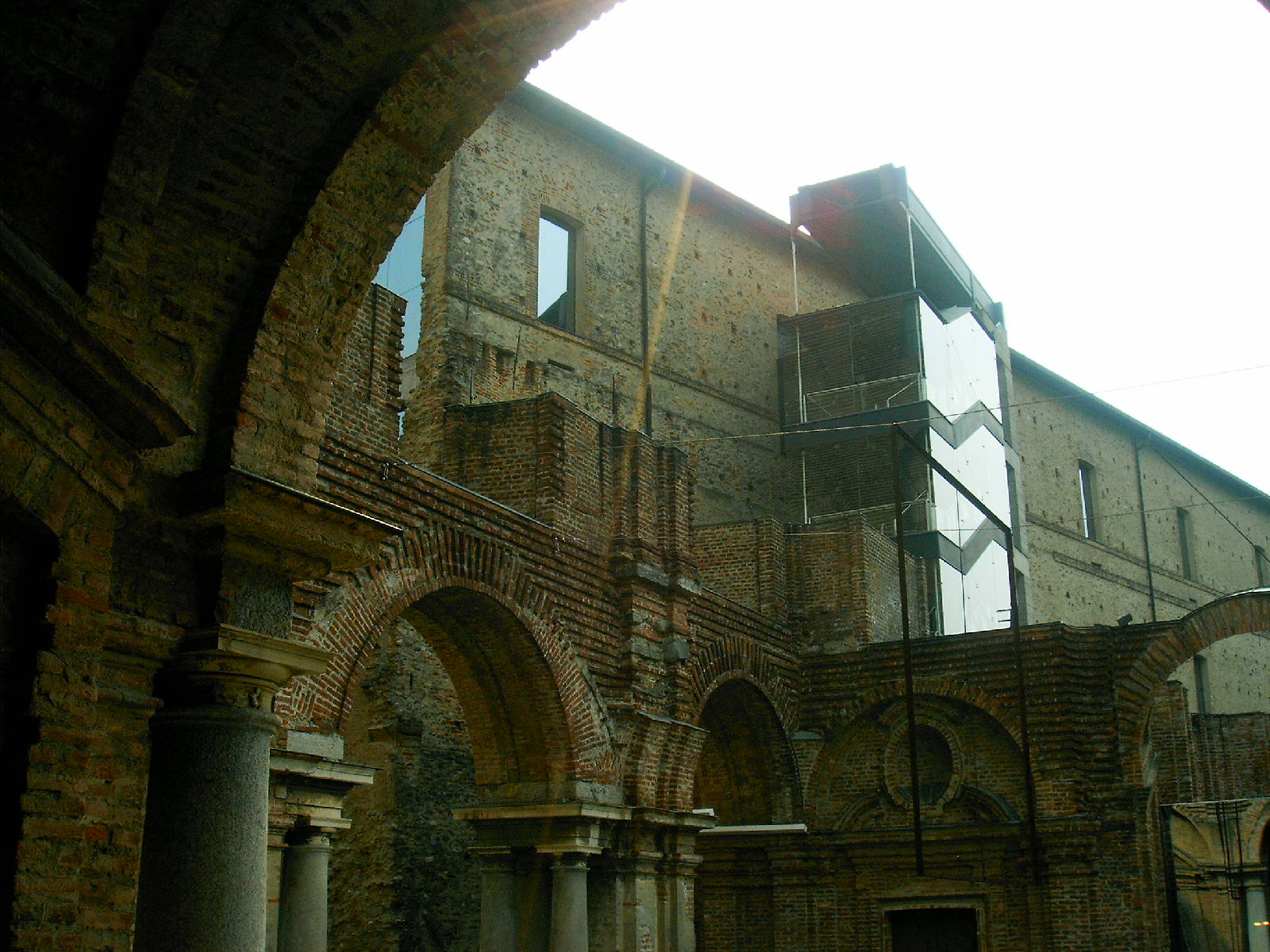
Arranjo contemporâneo na Manica Lunga.

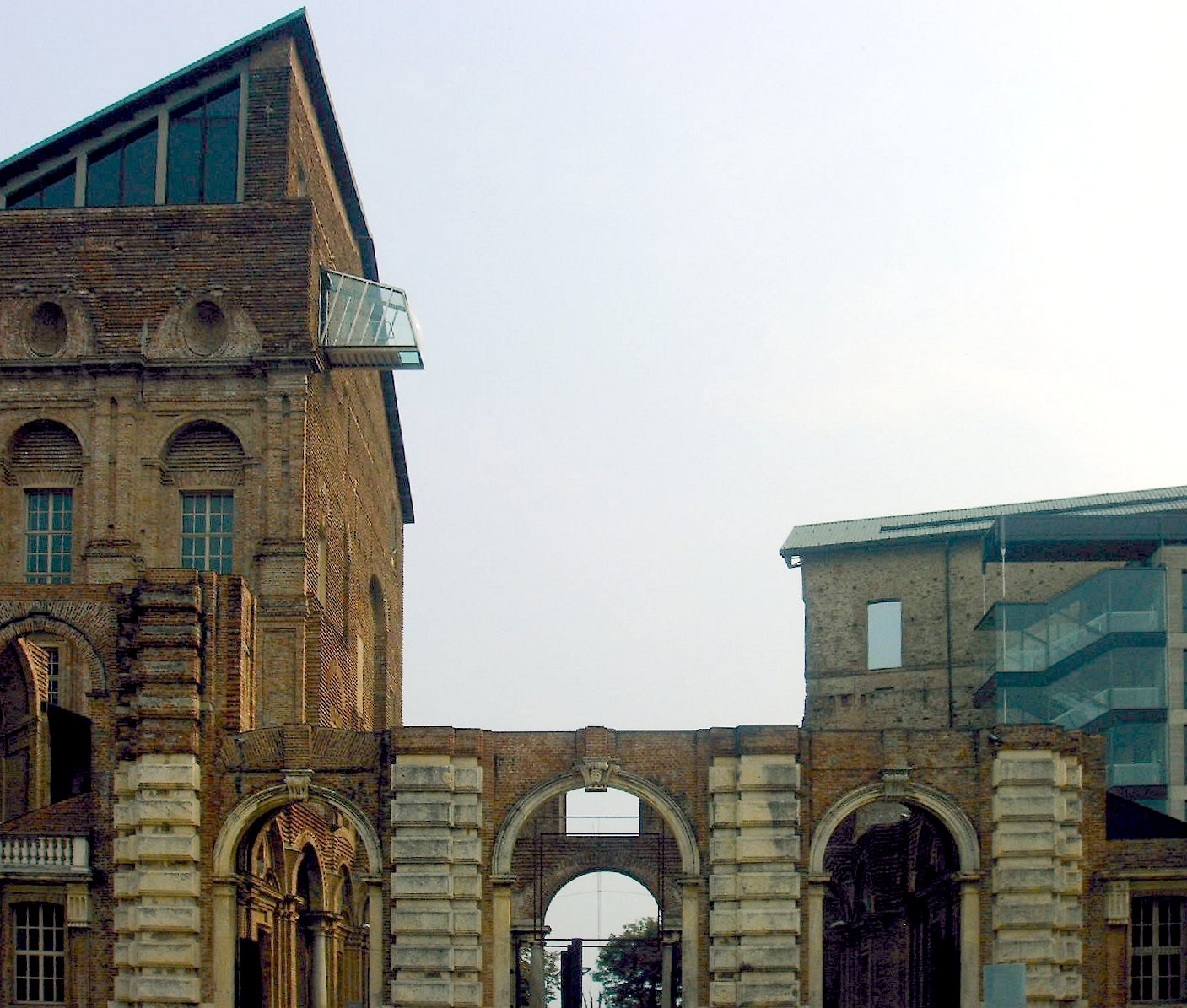
Vista do conjunto do Castello di Rivoli.

Depois de um período de declínio, com o Tratado de Cateau-Cambrésis, assinado em 1559, foi estabelecido que o Duque Emanuel Filiberto não poderia instalar residência na cidade de Turim enquanto não tivesse um herdeiro varão, pelo que este fixou residência no Castello di Rivoli, o qual foi restaurado e modificado pelo arquitecto Ascanio Vittozzi. No dia 12 de Janeiro de 1562 nasce o tão esperado herdeiro, Carlos Emanuel I, e Emanuel Filiberto volta a estabelecer-se em Turim, nova capital do ducado saboiano.
O projecto vittozziano, porém, foi levado adiante pelos arquitectos Carlo di Castellamonte e Amedeo di Castellamonte, sendo os trabalhos concluidos em 1644. Neste período foi realizada a chamada "Manica Lunga" (Ala Longa), destinada a ser a pinacoteca dos Saboia e que, actualmente, é o único edifício seiscentista visível. Todavia, o castelo resultou bem diferente dos projectos desenhados pelos arquitectos, o que se pode atribuir facilmente a motivos económicos: de facto, no mesmo período foram realizadas outras obras sumptuosas e, por outro lado, foram dispendidas grandes somas para potenciar o aparato defensivo do ducado.

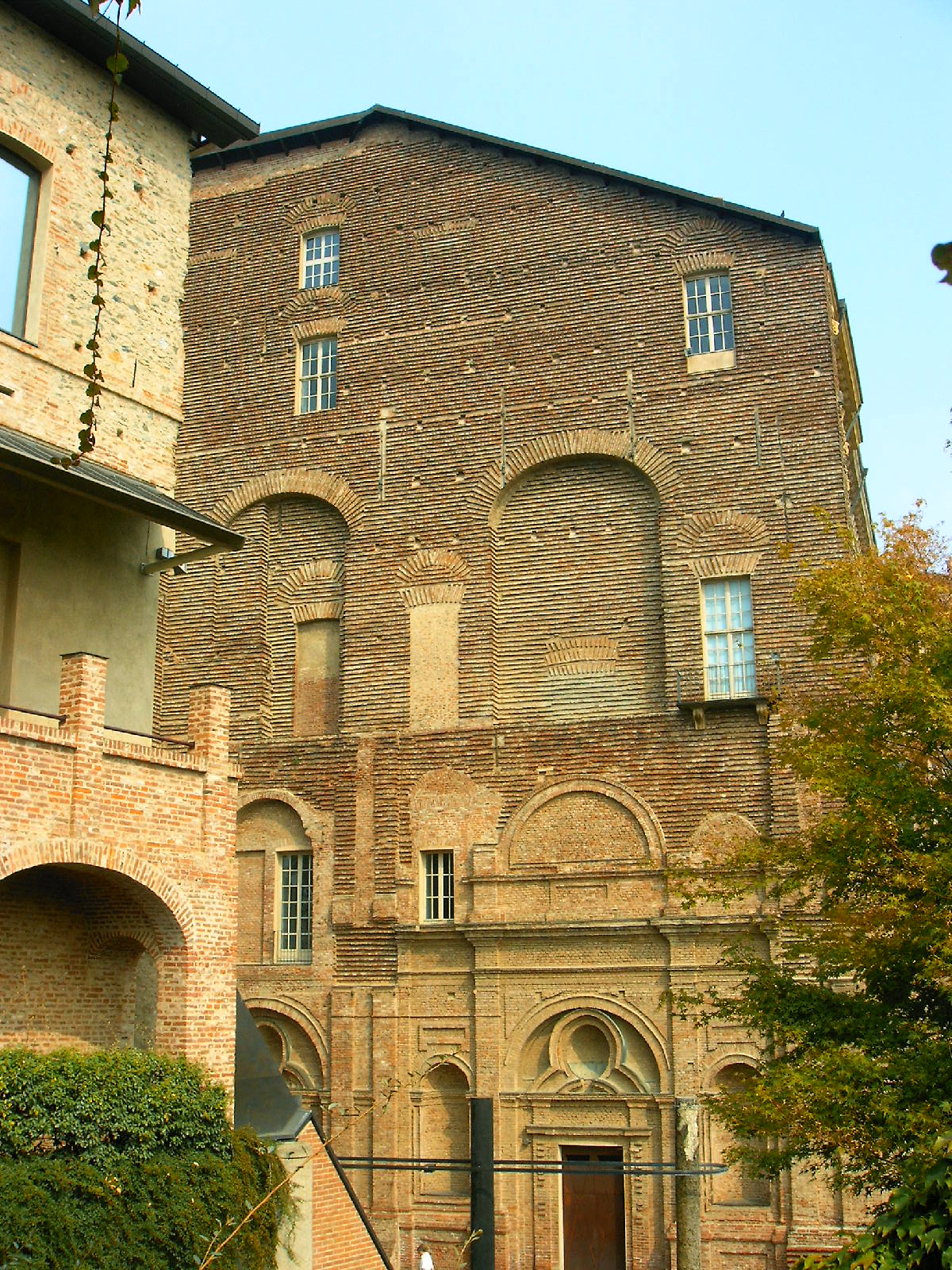
Vista da fachada juvarriana.

Chegou, então, um novo período de declínio para Rivoli com o eclodir do conflito entre os franceses e os saboianos: nesses anos todo o complexo de edifícios do castelo foi saqueado e incendiado pelos franceses conduzidos pelo General Catinat, sendo a Manica Lunga a estrutura que sofreu maiores danos, de onde desapareceram numerosas e valiosas obras de arte. O castelo voltaria a ser modificado já depois de 1706, sobretudo depois da derrota dos franceses. Os trabalhos foram confiados ao arquitecto Michelangelo Garove.
No regresso duma viagem à Sicília, Vítor Amadeu II levou para o Piemonte o arquietcto Filippo Juvarra, o qual desenhou um grandioso projecto para a residência sabana, mas, novamente, os trabalhos não foram completados, ficando uma fachada inacabada.
Vítor Amadeu II viveu a sua loucura no interior do castelo: tendo abdicado a favor do seu filho em 1730, continuou a desejar manter-se à cabeça dos negócios do seu reino e, no ano seguinte, tentou derrubar Carlos Emanuel III, o qual, de acordo com o seu ministro, o Marquês de Ormea, decidiu enclausurar o pai na residência de Rivoli. Para a ocasião, o edifício foi novamente modificado: foram colocadas grades nas janelas e fechado o acesso à Manica Lunga. Aquando da morte do antigo soberano, o castelo foi abandonado pelos Saboia 
Em 1863 foi cedido à administração comunal de Rivoli pela cifra de 2.000 liras mensais, a qual instaladou ali uma caserna. Em 1883 foi finalmente adquirido pela Comuna de Rivoli, pela cifra de 100.000 liras: pouco depois, a biblioteca cívica foi transferida para o edifício e foram ali conservados alguns móveis pertencentes à família Saboia, enquanto o resto do edifício permaneceu como caserna. 
A Segunda Guerra Mundial destruiu boa parte dos edifícios: as primeiras intervenções arquitectónicas foram efectuadas com a simples intenção de evitar o desmoronamento definitivo da estrutura, sendo esta deixada, todavia, em estado de abandono até 1979. Naquele ano foi reaberto o estaleiro, confi ao arquitecto Andrea Bruno, com a intenção de dar uma nova vida ao castelo e à cidade.

## O Museu de Arte Contemporânea

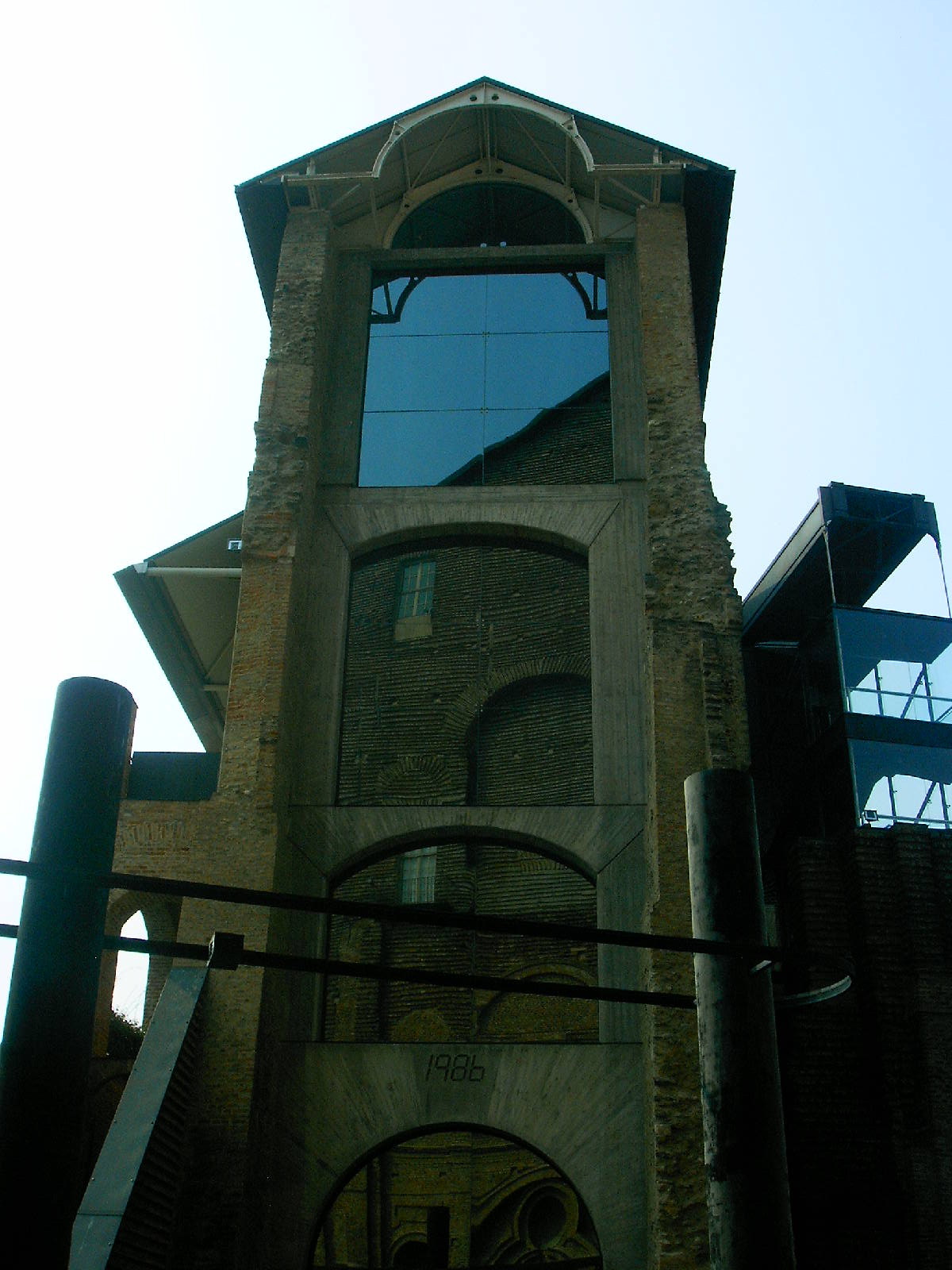
Entrada e escadaria da Manica Lunga.

Em 1984 foi inaugurado o Museu de Arte Contemporânea com a primeira mostra, "Ouverture".
Ao longo dos anos, e até ao presente, a colecção foi sendo enriquecida, o que ajudou a tornar o museu num dos mais conhecidos da Europa. Por outro lado, os trabalhos foram continuados com o fim de realizar as ideias dos antigos arquitectos e elevar o castelo ao seu máximo esplendor.
Em 1998 foi reinaugurada a Manica Lunga, a parte mais antiga do palácio ainda existente, antigamente utilizada como pinacoteca; esta ala tem um comprimento de 140 metros e abriga: 
- exposições temporárias: uma das mais recentes foi The Painting of Modern Life (A Pintura da Vida Moderna), sob a direcção de Ralph Rugoff, patente ao público entre 6 de Fevereiro e 4 de Maio de 2008;
- serviços do museu;
- estruturas didáticas;
- o museu da Publicidade;
- a primeira colecção permanente em Itália que documenta a arte contemporânea desde o início da década de 1950, com obras de Giacomo Balla, Dennis Oppenheim, Joseph Kosuth, Rebecca Horn, Maurizio Cattelan e Gilberto Zorio, entre outros,[1] e trabalhos rtepresentativos da Arte Povera, com Mario Merz, Gilberto Zorio, Giuseppe Penone, Michelangelo Pistoletto, Paolini, Mainolfi e Jannis Kounellis.

As obras estão expostas em salas do palácio que conservam a sua decoração inicial, restauradas ou com restauros em curso, o que cria um forte contraste entre a modernidade e os traços do antigo fausto real.